# ليام أوبراين
ليام أوبراين (Liam O'Brien) (اسمه الكامل ليام كريستوفر أوبراين (Liam Christopher O'Brien)) هو ممثل أمريكي ولد في 28 مايو 1976 في نيوجيرسي.

## أدواره في الأنمي

### مسلسلات أنمي تلفزيونية
- ناروتو - غارا, كوتتسو هاغاني
- ناروتو شيبودن - غارا
- بليتش - جوشيرو أوكيتاكي، بايغون, شقيق أوريهيمي إينوي، سوكين إيشيدا، ريكيتشي
- إيرغو بروكسي - فنسنت لو
- آيشيلد 21 - شوزو توغانو
- كود جياس لولوش المتمرد - لويد أسبلوند
- كود جياس لولوش المتمرد R2 - لويد أسبلوند
- فايت/ستاي نايت - آرتشر
- فايت/زيرو - كاريا ماتو
- بوسو رينكين - هيديكي أوكاكورا، غوتا ناكامورا
- التنين الأزرق - حازم
- تنجن توبا جورين لاجان - جينبلي
- ماغي: The Labyrinth of Magic - جميل، ماركيو/المصرفي، إيزاك
- سيلور مون - نيفرايت
- كاري كانو - هيدياكي أسابا

### أنمي الإنترنت
- سيلور مون كريستال - نيفرايت

### أوفا أنمي
- البدلة المتنقلة جاندام ذي أوريجين - جيرين زابي

### أفلام أنمي
- بليتش: ميموريز أوف نوبودي - جوشيرو أوكيتاكي
- بليتش: ذا داياموند داست ريبيليون, هيورينمارو آخر - جوشيرو أوكيتاكي
- فيلم ناروتو: صدام النينجا في أرض الثلج - ناداري روغا
- فايت/ستاي نايت: Unlimited Blade Works - آرتشر

## أدواره في الرسوم المتحركة
- وولفرين والإكس-من - نايت كرولر، وارن ورثينغتون الثالث/إنجل، نايترو
- جي آي جو: الهاربون - ريد ستار
- إجتماع المنتقمون - الجمجم الأحمر
- فارس وفادي: مهمة مارفل - الجمجم الأحمر
- متمردو حرب النجوم - يوغار ليست، موراد سومار
- ترانسفورمرز: روبوتس إن ديسغايز - أندربايت

## أدواره في ألعاب الفيديو
- بيرسونا 3 - أكيهيكو سانادا، إييتشيرو تاكيبا
- بيرسونا 3 فيس - أكيهيكو سانادا، إييتشيرو تاكيبا
- بيرسونا 3 يورتبل - أكيهيكو سانادا، إييتشيرو تاكيبا
- بيرسونا 4 أرينا - أكيهيكو سانادا
- بيرسونا 4 أرينا ألتيماكس - أكيهيكو سانادا
- بيرسونا Q شادو أوف ذا لابيرينث - أكيهيكو سانادا
- Professor Layton and the Unwound Future - دكتور ستانغان/ديميتري ألان
- Professor Layton and the Last Specter - كلارك ترايتون
- فاينل فانتسي 4 DS - كاين هايويند
- ديسيديا 012 فاينل فانتسي - كاين هايويند
- ترانسفورمرز: وور فور سايبرترون - إير رايد، سايكلونوس
- سنغوكو باسارا: ساموراي هيروز - إيه-ياسو توكوغاوا
- GUILTY GEAR 2 OVERTURE - كاي كيسك
- كاثرين - أورلاندو
- تيلز أوف ذي أبيس - ديست
- تيلز أوف سيمفونيا: دون أوف ذا نيو وورلد - أوروتشي
- تيلز أوف فيسبيريا - ألكسندر فون كيومور
- تيلز أوف إكسيليا - غيلاند
- تيلز أوف إكسيليا 2 - غيلاند
- نير - كتاب السحر فايس
- دراكنغارد 3 - سنت
- ناروتو: ألتيميت نينجا - غارا
- ناروتو شيبودن: ألتيميت نينجا ستورم ريفولوشن - غارا
- ناروتو شيبودن: ألتيميت نينجا ستورم 4 - غارا
- سونيك لوست ورلد - زاز
- تيكن 6 - ميغيل كاباييرو روخو
- سلسلة ألعاب دوت هاك جي يو - إندرانس
- أسوراز راث - أسورا
- فاير إمبلم أويكينينغ - إينيغو
- فاير إمبلم فيتس - زولا

## وصلات خارجية
- ليام أوبراين على موقع IMDb (الإنجليزية)
- ليام أوبراين على موقع روتن توميتوز (الإنجليزية)
- ليام أوبراين على موقع ميوزك برينز (الإنجليزية)
- ليام أوبراين على موقع أول موفي (الإنجليزية)
- ليام أوبراين على موقع قاعدة بيانات الفيلم (الإنجليزية)
- ليام أوبراين على موقع ANN person (الإنجليزية)